# Regione di N'zi-Comoé
La regione di N'zi-Comoé era una delle 19 regioni della Costa d'Avorio. Soppressa nel 2011, comprendeva cinque dipartimenti: Bocanda, Bongouanou, Daoukro, Dimbokro e M'Bahiakro.